# Hidenori Nodera
Hidenori Nodera (野寺秀徳?, Nodera Hidenori; Izu, 7 giugno 1975) è un dirigente sportivo ed ex ciclista su strada giapponese.

## Palmarès

### Strada
- 2003 (Shimano Racing Team, una vittoria)

Classifica generale Jelajah Malaysia
- 2005 (Shimano-Memory Corp, una vittoria)

Campionati giapponesi, Prova in linea Elite
- 2008 (Skil-Shimano, una vittoria)

Campionati giapponesi, Prova in linea Elite

#### Altri successi
- 2009 (Shimano Racing Team)

Challenge Cycle Road Race Shizuoka

## Piazzamenti

### Grandi Giri
- Giro d'Italia

2001: non partito (13ª tappa)
2002: 139º

### Competizioni mondiali
- Campionati del mondo

Lugano 1996 - In linea Under-23: 84º
Salisburgo 2006 - In linea Elite: ritirato
Varese 2008 - In linea Elite: ritirato